# Annika Dahlman
Annika Dahlman, född 24 januari 1964 i Skövde, är en svensk längdskidåkare. Hon tävlade för Dala-Järna IK.
Hon har deltagit i OS i Calgary 1988.
I VM i Oberstdorf 1987 tog hon brons i stafett tillsammans med Magdalena Forsberg, Marie-Helene Östlund och Karin Lamberg-Skog. Under samma VM kom hon på sjunde plats på 5 km, klassisk stil.